# Шопрон
Шопрон (мађ. Sopron, хрв. Šopron, Šapron) град је у западној Мађарској, на свега неколико километара од границе са Аустријом. Шопрон је некадашње управно седиште историјске покрајине Градишће, која се данас већим делом налази у Аустрији.

## Географија
Шопрон се налази на самом западу Мађарске, у „џепу“ државе са три стране окруженом Аустријом. Престоница Будимпешта је удаљена је од града 210 km источно. Од ње је граду много ближи Беч, 75 km северно.
Град се налази на крајњем западу Мађарске, на месту где се Панонска низија брежуљкасто издиже ка Алпима. Надморска висина града је око 220 m. 7 km источно од града налази се Нежидерско језеро.

## Историја
Простор данашњег Шопрона и околине био је насељен још у праисторијско доба, а у доба античког Рима овде је већ постојао утврђени град, као део пограничног дела царства. Тада је називан "Scarabantia". У 9. веку на овим просторима су се населили Мађари, а већ 1153. године Шопрон се помиње као значајан средњовековни град.
1529. године Турци су заузели већи део мађарских територија изузев западних крајева. Будући да је Шопрон управо био ту, у град је стигло доста пребеглица. Град је постао значајно утврђење Хабзбурга у борби против Турака и постепено је јачао. 1676. године град је захватио велики пожар, након ког су многе градске зграде изграђене у барокном стилу, а које су и данас сачуване. Град је такође постао вишенародни, пошто су се населили Немци и Јевреји. И једни и други су нестали током Другог светског рата.
После слома Аустроугарске 1918. године, већи део окружења са претежним немачким становништвом прикључен је новооснованој Аустрији, а град са неколико најближих села је градским плебисцитом враћен Мађарској. Тиме образован „Шопронски џеп“, омалена територија Мађарске са три стране окружена Аустријом. Ово се нарочито тешко осећало током Хладног рата, који је од ове границе направио веома јаку баријеру, па се град нашао у тешком положају и стагнирао неколико деценија.

## Становништво
По процени из 2017. у граду је живело 62.246 становника.
| 1990.  | 2001.  | 2011.  | 2017.  |
| ------ | ------ | ------ | ------ |
| 55.083 | 56.175 | 60.548 | 62.246 |

Већинско становништво су Мађари (92%) уз немачку мањину (3,5%). Немци су још почетком 20. века чинили половину градског становништва.

## Срби у Шопрону
Град Шопрон је био интересантан за Србе из два разлога. Као прво ту су одржавана четири годишња вашара, на које су долазили трговци или су ту становали посредници и откупљивачи - трговачки агенти. Са друге стране млади Срби су долазили у Шопрон да се додатно школују на тамошњој реформаторској гимназији где су виши разреди називани - филозофија.
У Шопрону се у првој половини 18. века школовао Јован Рајић, потоњи калуђер архимандрит Ковиљски и наш први историчар. До 1753. године је похађао тамошњу протестантску гимназију, па отишао у Кијев. У јеванђелијском лицеју учио је филозофију и Стеван Вујановски, учитељ који је постао 1777. године директор српских основних школа у загребачком окружју. Поп Вићентије Љуштина био је пре 1790. године "ефимерио"? у Шопрону, а касније архимандрит у манастиру Месићу. Он је у Шопрону написао до почетка 1794. године своју књигу објављену у Бечу: "Граматика италијанска ради употребљенија илирическаја јуности". Љуштина је исте 1794. године и пренумерант чувене Рајићеве "Историје", као парох шопронски. Књига педагошка осјечког учитеља Стефана Рајића, продавала се исте године код продавца месног Алексија Карамате.
Из списка пренумераната Стојковићеве цењене књиге 1801. године види се ко се и дакле ту у Шопрону послом бавио. Осим мештанке племкиње младе, Марије от Пеллегрини, кћерке лекара тамошњег остали читаоци су страни: купеци - Николај и Лука от Бајић и Станимировић из Митровице, Карамата и Лазар Хаџи Бајић из Земуна, Славуј из Шида, као и Григорије Георгевић "слушатељ филозофије", који се ту школовао. Претплатник Живковићевог дела о античком лику Телемаку, био је 1814. године Јован Апостоловић из Шопрона. Претплату за бечке "Новине сербске" скупљао је 1815. године, Јован Апостоловић из места.
Матеј Пфаф трговац из Шопрона, купио је у банатском Ковину, једну српску књигу.
Био је само један Србин у Шопрону записан 1867. године.

## Град данас
И поред нагле индустријализације током комунистичког периода град је сачувао старо градско језгро. Данас је оно важно туристичко одредиште у западној Мађарској. Град је и средиште области, познате по производњи вина, која је знатно унапређена последњих 20 година.

## Партнерски градови
- Роршах
- Ајзенштат
- Болцано
- Бад Вимпфен
- Казуно
- Сејнејоки
- Медијаш
- Велико Трново
- Кемптен
- Еилат
- Спарта
- Банска Штјавњица

## Галерија
- Главна католичка црква у Шопрону
- Улица у старом делу града